# Jaure
Jaure est une commune française située dans le département de la Dordogne, en région Nouvelle-Aquitaine.

## Géographie

### Généralités
La commune de Jaure se situe dans le centre du département de la Dordogne, en Périgord central, une région naturelle du Périgord, au nord-est du Landais.
Traversé par la route départementale 107, le petit bourg de Jaure se situe, en distances orthodromiques, huit kilomètres au sud-est de Neuvic et dix kilomètres au sud de Saint-Astier.
Le sentier de grande randonnée GR 361 traverse le territoire communal du nord au sud sur environ 2,5 km.

### Communes limitrophes
Jaure est limitrophe de quatre autres communes. À l'ouest, le territoire de Saint-Jean-d'Estissac est distant de moins de 400 mètres.
| Grignols |             | Manzac-sur-Vern |
|          | Jaure       | Bourrou         |
|          | Villamblard |                 |

### Géologie et relief

#### Géologie
Situé sur la plaque nord du Bassin aquitain et bordé à son extrémité nord-est par une frange du Massif central, le département de la Dordogne présente une grande diversité géologique. Les terrains sont disposés en profondeur en strates régulières, témoins d'une sédimentation sur cette ancienne plate-forme marine. Le département peut ainsi être découpé sur le plan géologique en quatre gradins différenciés selon leur âge géologique. Jaure est située dans le troisième gradin à partir du nord-est, un plateau formé de calcaires hétérogènes du Crétacé.
Les couches affleurantes sur le territoire communal sont constituées de formations superficielles du Quaternaire et de roches sédimentaires datant pour certaines du Cénozoïque, et pour d'autres du Mésozoïque. La formation la plus ancienne, notée c5c, date du Campanien 3, une alternance de marnes à glauconie et de calcaires crayo-marneux jaunâtres. La formation la plus récente, notée CFvs, fait partie des formations superficielles de type colluvions carbonatées de vallons secs : sable limoneux à débris calcaires et argile sableuse à débris. Le descriptif de ces couches est détaillé dans  la feuille « no 782 - Mussidan » de la carte géologique au 1/50 000 de la France métropolitaine, et sa notice associée.

Carte géologique de Jaure.

#### Relief et paysages
Le département de la Dordogne se présente comme un vaste plateau incliné du nord-est (491 m, à la forêt de Vieillecour dans le Nontronnais, à Saint-Pierre-de-Frugie) au sud-ouest (2 m à Lamothe-Montravel). L'altitude du territoire communal varie quant à elle entre 93 m au nord-ouest, là où le Jaures reçoit son affluent le Bernou, quitte la commune et entre sur celle de Grignols et 221 m à l'extrême sud-est, au lieu-dit la Forêt, en deux endroits dont un en limite de la commune de Villamblard,.
Dans le cadre de la Convention européenne du paysage entrée en vigueur en France le 1er juillet 2006, renforcée par la loi du 8 août 2016 pour la reconquête de la biodiversité, de la nature et des paysages, un atlas des paysages de la Dordogne a été élaboré sous maîtrise d’ouvrage de l’État et publié en octobre 2020. Les paysages du département s'organisent en huit unités paysagères et 14 sous-unités. La commune fait partie du Périgord central, un paysage vallonné, aux horizons limités par de nombreux bois, plus ou moins denses, parsemés de prairies et de petits champs.
La superficie cadastrale de la commune publiée par l'Insee, qui sert de référence dans toutes les statistiques, est de 7,54 km2,,. La superficie géographique, issue de la BD Topo, composante du Référentiel à grande échelle produit par l'IGN, est quant à elle de 7,75 km2.

### Hydrographie

#### Réseau hydrographique

Réseaux hydrographique et routier de Jaure.

La commune est située dans le bassin de la Dordogne au sein du Bassin Adour-Garonne. Elle est drainée par le Jaures et le Bernou et par deux petits cours d'eau, qui constituent un réseau hydrographique de 8 km de longueur totale,.
Affluent du Vern, le Jaurès, ou Jaures, prend sa source dans l'est de la commune, la traverse sur cinq kilomètres et lui sert de limite naturelle au nord sur deux kilomètres et demi, face à Grignols.
Affluent de rive gauche du Jaurès, le Bernou borde la commune au nord-ouest sur 550 mètres face à Grignols.

#### Gestion et qualité des eaux
Le territoire communal est couvert par le schéma d'aménagement et de gestion des eaux (SAGE) « Isle - Dronne ». Ce document de planification, dont le territoire regroupe les bassins versants de l'Isle et de la Dronne, d'une superficie de 7 500 km2, a été approuvé le 2 août 2021. La structure porteuse de l'élaboration et de la mise en œuvre est l'établissement public territorial de bassin de la Dordogne (EPIDOR). Il définit sur son territoire les objectifs généraux d’utilisation, de mise en valeur et de protection quantitative et qualitative des ressources en eau superficielle et souterraine, en respect des objectifs de qualité définis dans le troisième SDAGE  du Bassin Adour-Garonne qui couvre la période 2022-2027, approuvé le 10 mars 2022.
La qualité des eaux de baignade et des cours d’eau peut être consultée sur un site dédié géré par les agences de l’eau et l’Agence française pour la biodiversité.

### Climat
Pour des articles plus généraux, voir Climat de la Nouvelle-Aquitaine et Climat de la Dordogne.
En 2010, le climat de la commune est de type climat océanique altéré, selon une étude s'appuyant sur une série de données couvrant la période 1971-2000. En 2020, Météo-France publie une typologie des climats de la France métropolitaine dans laquelle la commune est toujours exposée à un climat océanique altéré et est dans la région climatique  Aquitaine, Gascogne, caractérisée par une pluviométrie abondante au printemps, modérée en automne, un faible ensoleillement au printemps, un été chaud (19,5 °C), des vents faibles, des brouillards fréquents en automne et en hiver et des orages fréquents en été (15 à 20 jours).
Pour la période 1971-2000, la température annuelle moyenne est de 12,5 °C, avec  une amplitude thermique annuelle de 15,1 °C. Le cumul annuel moyen de précipitations est de 916 mm, avec 12,4 jours de précipitations en janvier et 6,8 jours en juillet. Pour la période 1991-2020, la température moyenne annuelle observée sur la station météorologique la plus proche, située sur la commune de Coulounieix-Chamiers à 18 km à vol d'oiseau, est de 13,1 °C et le cumul annuel moyen de précipitations est de 912,2 mm,. Pour l'avenir, les paramètres climatiques de la commune estimés pour 2050 selon différents scénarios d’émission de gaz à effet de serre sont consultables sur un site dédié publié par Météo-France en novembre 2022.

## Urbanisme

### Typologie
Au 1er janvier 2024, Jaure est catégorisée commune rurale à habitat très dispersé, selon la nouvelle grille communale de densité à 7 niveaux définie par l'Insee en 2022.
Elle est située hors unité urbaine et hors attraction des villes,.

### Occupation des sols
L'occupation des sols de la commune, telle qu'elle ressort de la base de données européenne d’occupation biophysique des sols Corine Land Cover (CLC), est marquée par l'importance des forêts et milieux semi-naturels (59,2 % en 2018), une proportion identique à celle de 1990 (59,2 %). La répartition détaillée en 2018 est la suivante : 
forêts (59,2 %), zones agricoles hétérogènes (25,4 %), prairies (15,4 %). L'évolution de l’occupation des sols de la commune et de ses infrastructures peut être observée sur les différentes représentations cartographiques du territoire : la carte de Cassini (XVIIIe siècle), la carte d'état-major (1820-1866) et les cartes ou photos aériennes de l'IGN pour la période actuelle (1950 à aujourd'hui).

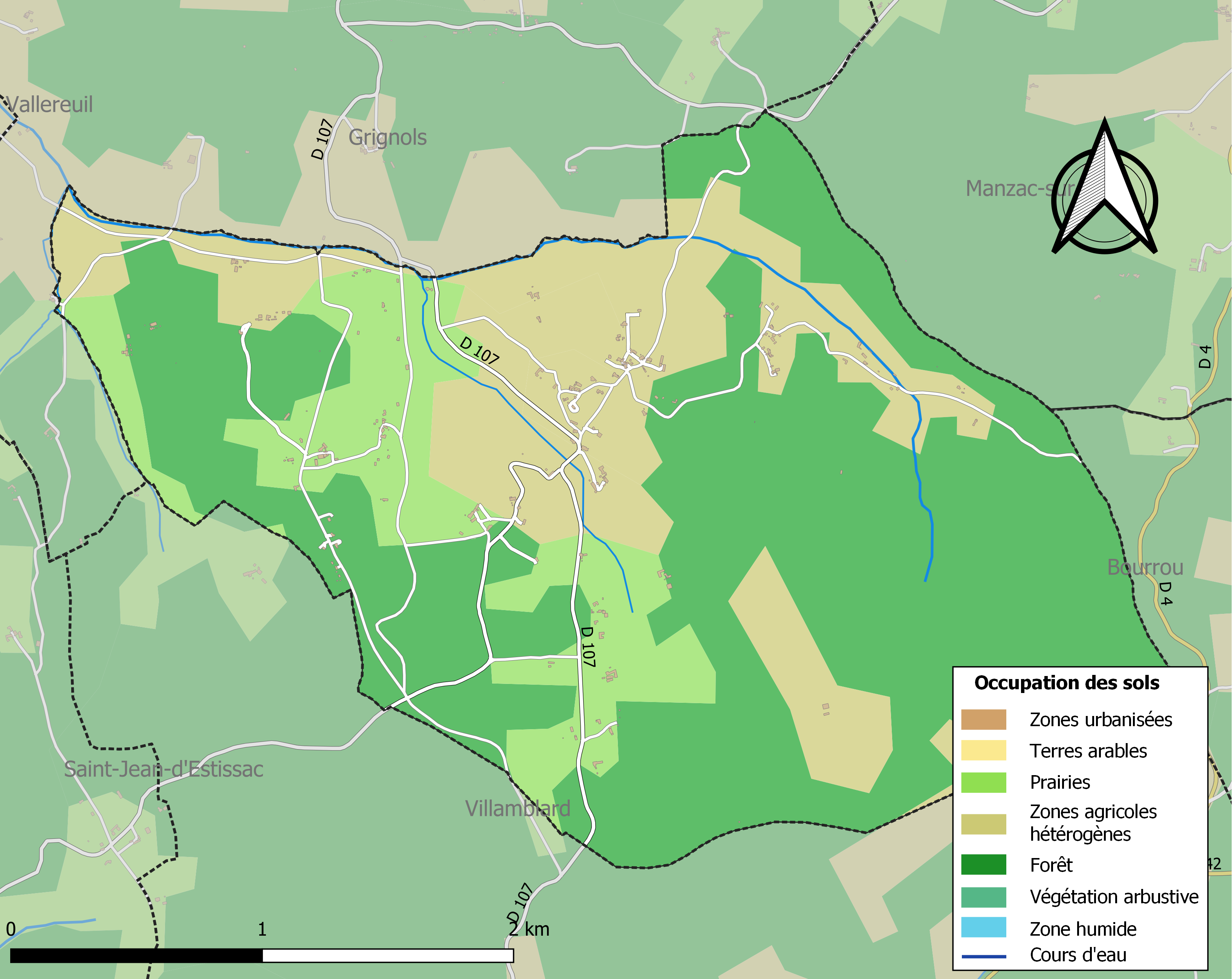
Carte des infrastructures et de l'occupation des sols de la commune en 2018 (CLC).

### Villages, hameaux et lieux-dits
Outre le bourg de Jaure proprement dit, la commune se compose d'autres villages ou hameaux, ainsi que de lieux-dits :
- Barbecane
- Bois de Bellet
- Burel
- Chabirac
- Chantelouette
- Chante-Louve
- les Combeaux
- les Combes
- l'Étang
- les Fonrouges
- la Forêt
- les Gabilloux
- les Grabiaux
- les Juvenies
- Lamirand
- la Lande
- Maisons Basses
- Mèrebeuf
- les Mérigoux
- le Moulin Neuf
- la Réfrairie
- la Roche
- la Vigne Perdue.

### Prévention des risques
Le territoire de la commune de Jaure est vulnérable à différents aléas naturels : météorologiques (tempête, orage, neige, grand froid, canicule ou sécheresse), feux de forêts, mouvements de terrains et séisme (sismicité très faible). Un site publié par le BRGM permet d'évaluer simplement et rapidement les risques d'un bien localisé soit par son adresse soit par le numéro de sa parcelle.
Jaure est exposée au risque de feu de forêt. L’arrêté préfectoral du 14 mars 2013 fixe les conditions de pratique des incinérations et de brûlage dans un objectif de réduire le risque de départs d’incendie. À ce titre, des périodes sont déterminées : interdiction totale du 15 février au 15 mai et du 15 juin au 15 octobre, utilisation réglementée du 16 mai au 14 juin et du 16 octobre au 14 février. En septembre 2020, un plan inter-départemental de protection des forêts contre les incendies (PidPFCI) a été adopté pour la période 2019-2029,.

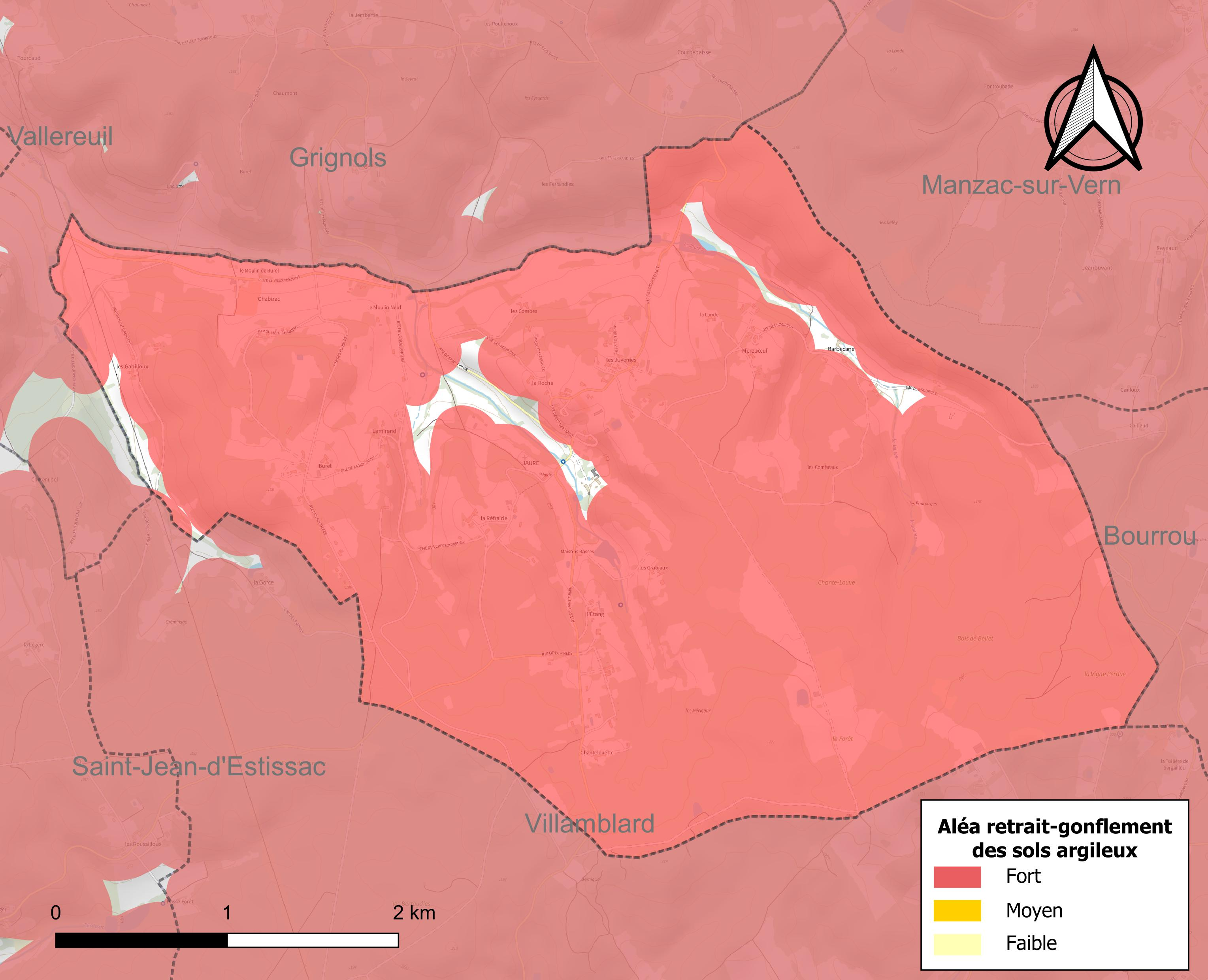
Carte des zones d'aléa retrait-gonflement des sols argileux de Jaure.

Les mouvements de terrains susceptibles de se produire sur la commune sont des tassements différentiels. Le retrait-gonflement des sols argileux est susceptible d'engendrer des dommages importants aux bâtiments en cas d’alternance de périodes de sécheresse et de pluie. 97 % de la superficie communale est en aléa moyen ou fort (58,6 % au niveau départemental et 48,5 % au niveau national métropolitain). Depuis le 1er octobre 2020, en application de la loi ÉLAN, différentes contraintes s'imposent aux vendeurs, maîtres d'ouvrages ou constructeurs de biens situés dans une zone classée en aléa moyen ou fort,.
La commune a été reconnue en état de catastrophe naturelle au titre des dommages causés par les inondations et coulées de boue survenues en 1982 et 1999, par la sécheresse en 1992, 1995 et 2011 et par des mouvements de terrain en 1999.

## Toponymie
Pour Chantal Tanet et Tristan Hordé, le nom du lieu se réfère à Gabrius, le nom d'une personne d'origine gauloise, issu du gaulois °gabros signifiant « chèvre ». Selon Bénédicte Fénié, l'origine de Jaure serait gallo-romaine, signifiant « villa de Gabrus ».
En français comme en occitan limousin, la commune porte le même nom.

## Histoire
Le territoire communal fut occupé par des Gaulois puis des Gallo-romains.
L'église Saint-Firmin date du XIIe siècle, et un château, détruit pendant la guerre de Cent Ans, a été édifié au XIIIe siècle.
La première mention écrite connue du lieu date de 1380, sous sa forme actuelle, « Jaure ».
Aux XVIIe et XVIIIe siècles, la paroisse de Jaure dépend de la châtellenie de Grignols.

## Politique et administration

### Rattachements administratifs et électoraux
Dès 1790, la commune de Jaure a été rattachée au canton de Grignols qui dépendait du district de Perigueux jusqu'en 1795, date de suppression des districts. En 1801, le canton est rattaché à l'arrondissement de Périgueux. Il change de nom et devient le canton de Saint-Astier en 1829, à la suite du transfert du chef-lieu de Grignols vers Saint-Astier.
Lors de l'importante réforme de 2014 définie par le décret du 21 février 2014 et supprimant la moitié des cantons du département, la commune reste attachée au même canton.

### Intercommunalité
Fin 2002, Jaure intègre dès sa création la communauté de communes Astérienne Isle et Vern. Celle-ci disparaît le 31 décembre 2013, remplacée au 1er janvier 2014 par une nouvelle intercommunalité élargie, la communauté de communes Isle Vern Salembre en Périgord.

### Administration municipale
La population de la commune étant comprise entre 100 et 499 habitants au recensement de 2017, onze conseillers municipaux ont été élus en 2020,.

### Liste des maires
| Période                                  | Période  | Identité             | Étiquette | Qualité             |
| ---------------------------------------- | -------- | -------------------- | --------- | ------------------- |
| Les données manquantes sont à compléter. |          |                      |           |                     |
|                                          |          |                      |           |                     |
| avant 1981                               | ?        | Alfred André         |           |                     |
|                                          |          |                      |           |                     |
| 1989                                     | 1999     | Pierre-Yvon Liboutet |           | Retraité de l'armée |
|                                          |          |                      |           |                     |
| avril 2006                               | mai 2020 | Francis Gaillard     | SE        | Chauffeur routier   |
| mai 2020                                 | En cours | Philippe de Séverac  |           |                     |

## Équipements et services publics

### Enseignement
En 2016, la commune de Jaure est organisée en regroupement pédagogique intercommunal (RPI) avec les communes de Grignols et Manzac-sur-Vern au niveau des classes de primaire.
Jaure n'a plus d'école ; Grignols s'occupe de la grande section de maternelle, du cours préparatoire et du cours élémentaire (CE1 et CE2) ;  Manzac-sur-Vern accueille les enfants en petite et moyenne sections et en cours moyen (CM1 et CM2).

### Justice
Dans le domaine judiciaire, Jaure relève : 
- du tribunal judiciaire, du tribunal pour enfants, du conseil de prud'hommes et du tribunal de commerce de Périgueux ;
- du pôle Nationalité du tribunal judiciaire de Périgueux (compétent uniquement dans le domaine de la nationalité) ;
- de la cour d'appel, du tribunal administratif et de la  cour administrative d'appel de Bordeaux.

## Population et société

### Démographie
Les habitants de la commune se nomment les Jaurands et les Jaurandes.
L'évolution du nombre d'habitants est connue à travers les recensements de la population effectués dans la commune depuis 1793. Pour les communes de moins de 10 000 habitants, une enquête de recensement portant sur toute la population est réalisée tous les cinq ans, les populations de référence des années intermédiaires étant quant à elles estimées par interpolation ou extrapolation. Pour la commune, le premier recensement exhaustif entrant dans le cadre du nouveau dispositif a été réalisé en 2004.

En 2022, la commune comptait 178 habitants, en évolution de +5,33 % par rapport à 2016 (Dordogne : +0,37 %, France hors Mayotte : +2,11 %).
| 1793 | 1800 | 1806 | 1821 | 1831 | 1836 | 1841 | 1846 | 1851 |
| ---- | ---- | ---- | ---- | ---- | ---- | ---- | ---- | ---- |
| 429  | 396  | 412  | 466  | 447  | 438  | 437  | 456  | 480  |

| 1856 | 1861 | 1866 | 1872 | 1876 | 1881 | 1886 | 1891 | 1896 |
| ---- | ---- | ---- | ---- | ---- | ---- | ---- | ---- | ---- |
| 465  | 435  | 398  | 346  | 381  | 373  | 402  | 355  | 297  |

| 1901 | 1906 | 1911 | 1921 | 1926 | 1931 | 1936 | 1946 | 1954 |
| ---- | ---- | ---- | ---- | ---- | ---- | ---- | ---- | ---- |
| 300  | 301  | 218  | 199  | 183  | 187  | 168  | 179  | 157  |

| 1962 | 1968 | 1975 | 1982 | 1990 | 1999 | 2004 | 2006 | 2009 |
| ---- | ---- | ---- | ---- | ---- | ---- | ---- | ---- | ---- |
| 160  | 140  | 124  | 158  | 143  | 140  | 146  | 150  | 143  |

| 2014 | 2019 | 2022 | - | - | - | - | - | - |
| ---- | ---- | ---- | - | - | - | - | - | - |
| 168  | 171  | 178  | - | - | - | - | - | - |

## Économie

### Emploi
En 2015, parmi la population communale comprise entre 15 et 64 ans, les actifs représentent 81 personnes, soit 48,2 % de la population municipale. Le nombre de chômeurs (quinze) a très fortement augmenté par rapport à 2010 (quatre) et le taux de chômage de cette population active s'établit à 18,5 %.

### Établissements
Au 31 décembre 2015, la commune compte seize établissements, dont huit au niveau des commerces, transports ou services, quatre dans la construction, deux dans l'agriculture, la sylviculture ou la pêche, et deux relatifs au secteur administratif, à l'enseignement, à la santé ou à l'action sociale.

## Culture locale et patrimoine

### Lieux et monuments
- Le château de Jaure, fortement rénové après un incendie au XIXe siècle[58], présente une tour-pigeonnier élancée du XVe siècle ornée de sculptures baroques[58], et un autre pigeonnier massif.
- L'église Saint-Firmin du XIIe siècle est inscrite au titre des monuments historiques en 1984[41].
- La fontaine Saint-Firmin, ou Saint-Fer, à vingt mètres de l'église de l'autre côté de la route, était un lieu de pèlerinage : « Les malades se lavent à la fontaine de Saint-Fer, et on y plonge les petits enfants »[59].
- Les mégalithes de la Fontrouge et des Rocs[60].

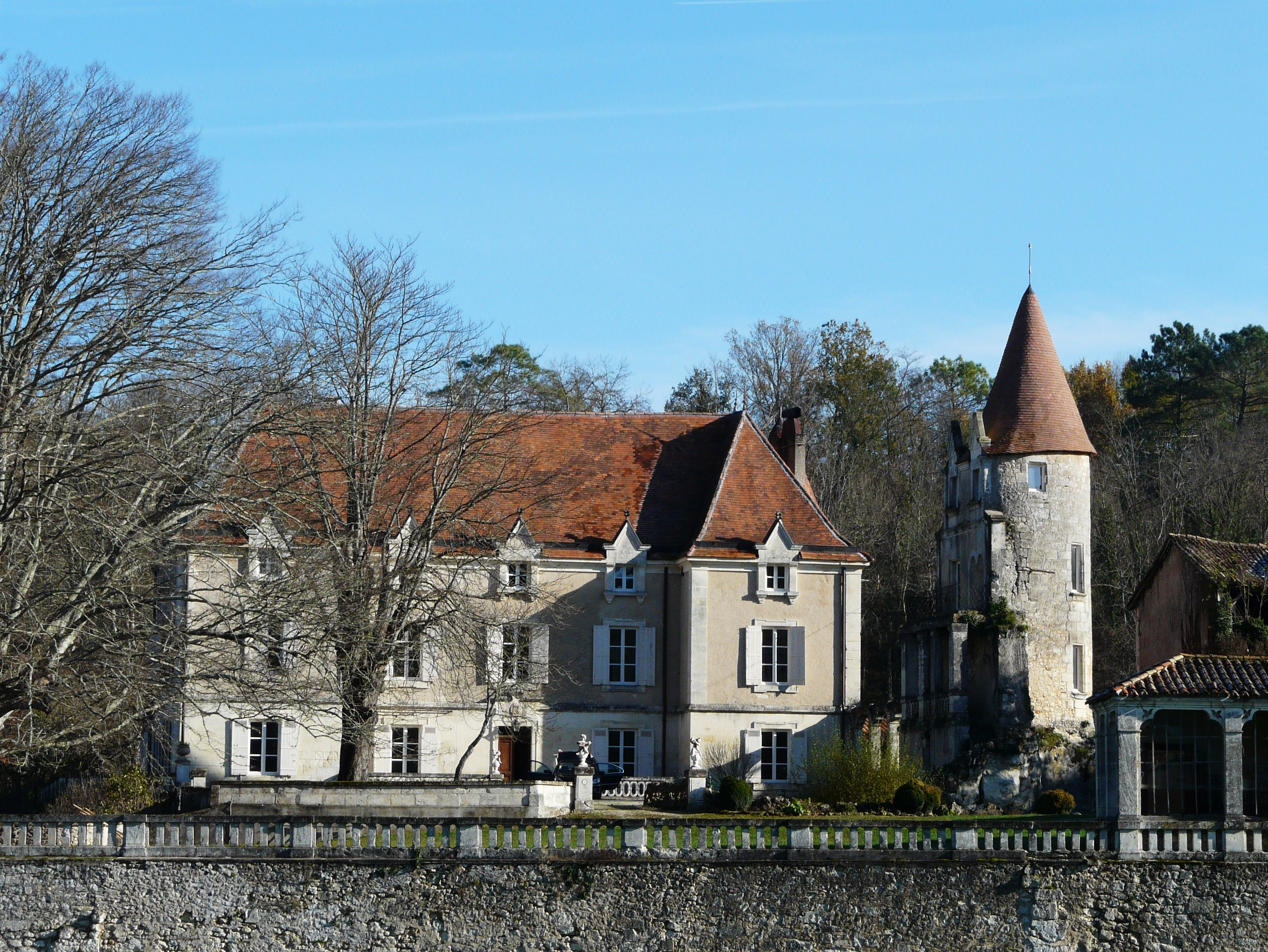
Le château de Jaure et sa tour-pigeonnier.
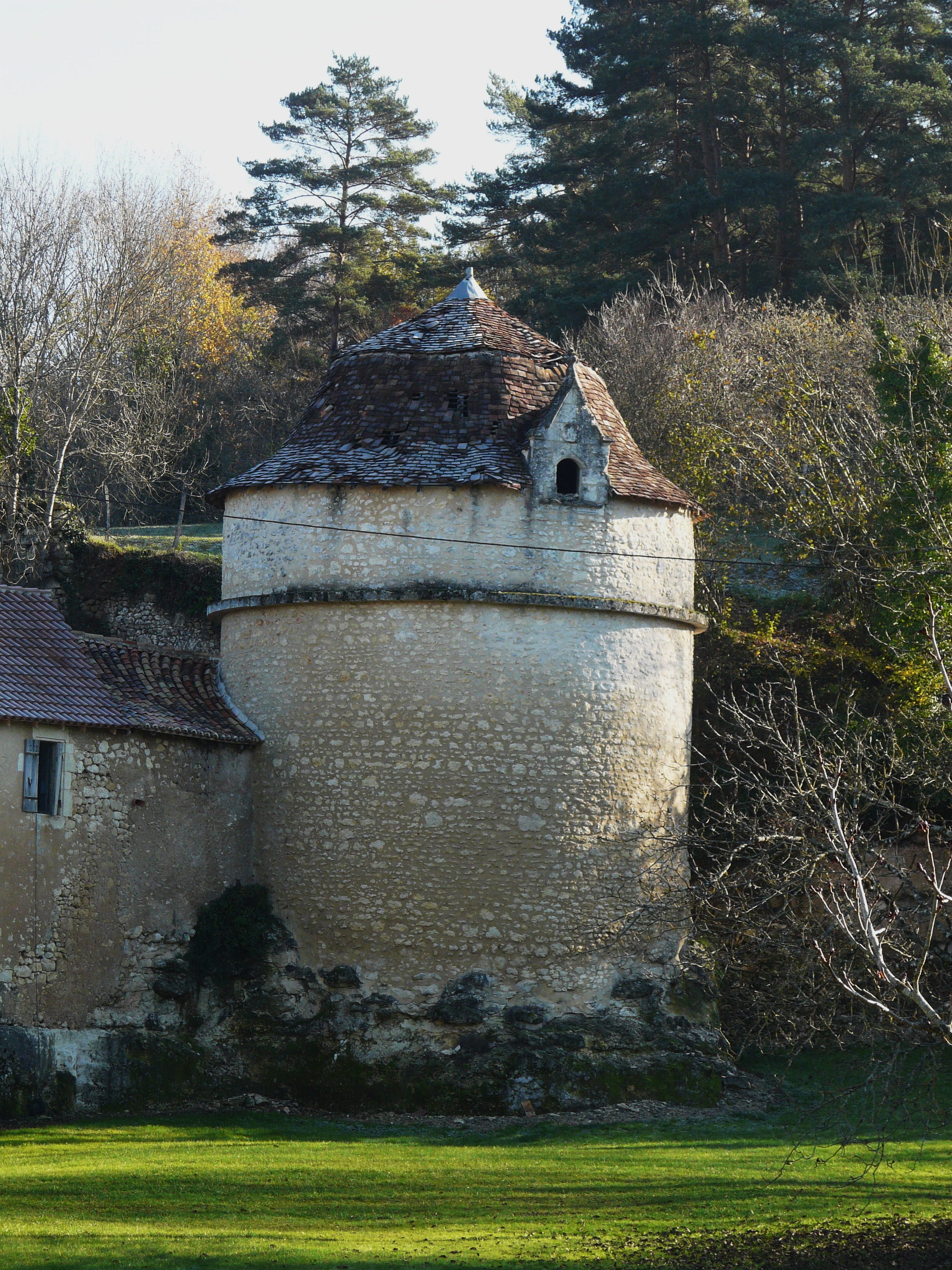
Le pigeonnier du château de Jaure.
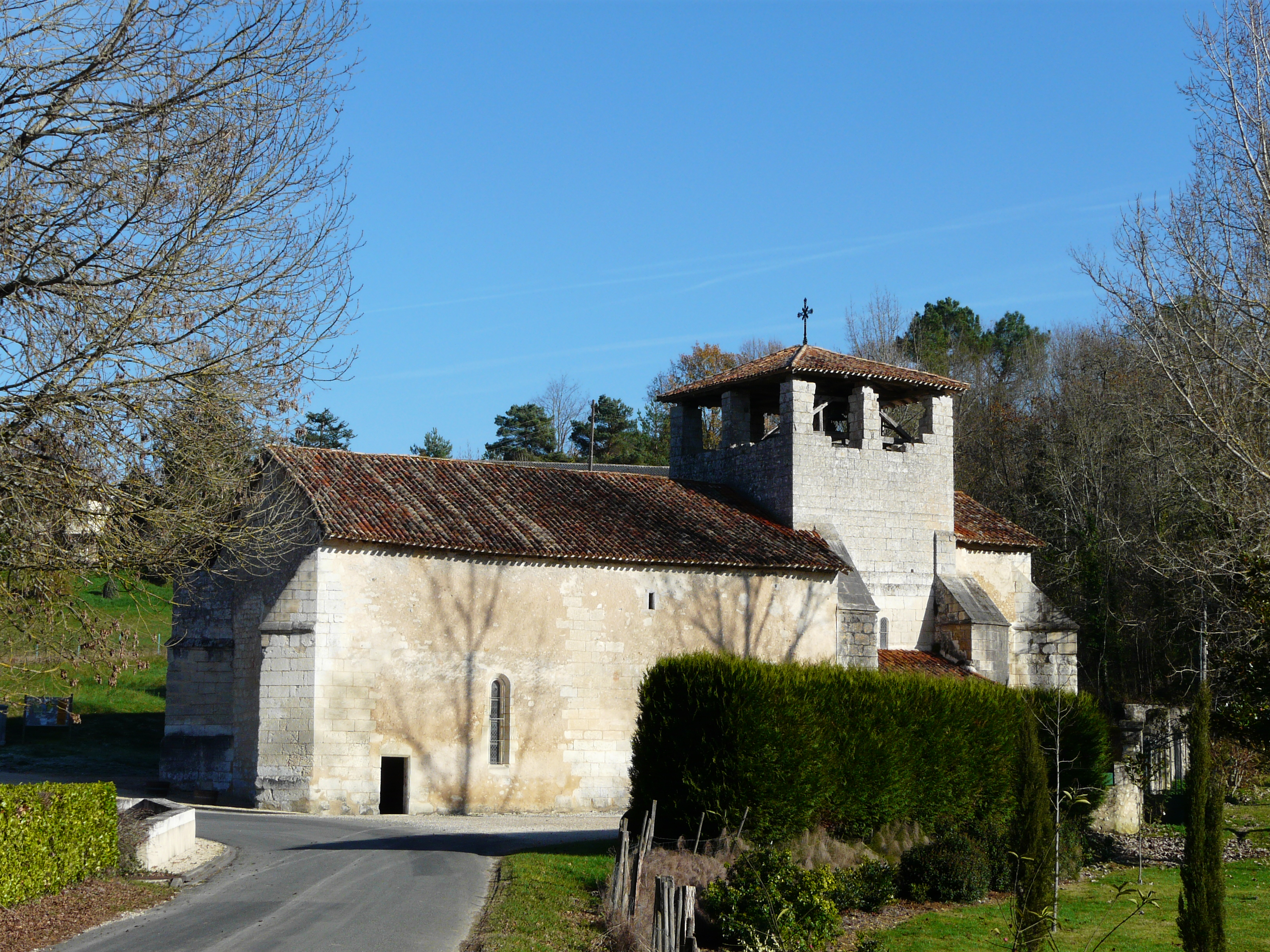
L'église Saint-Firmin.
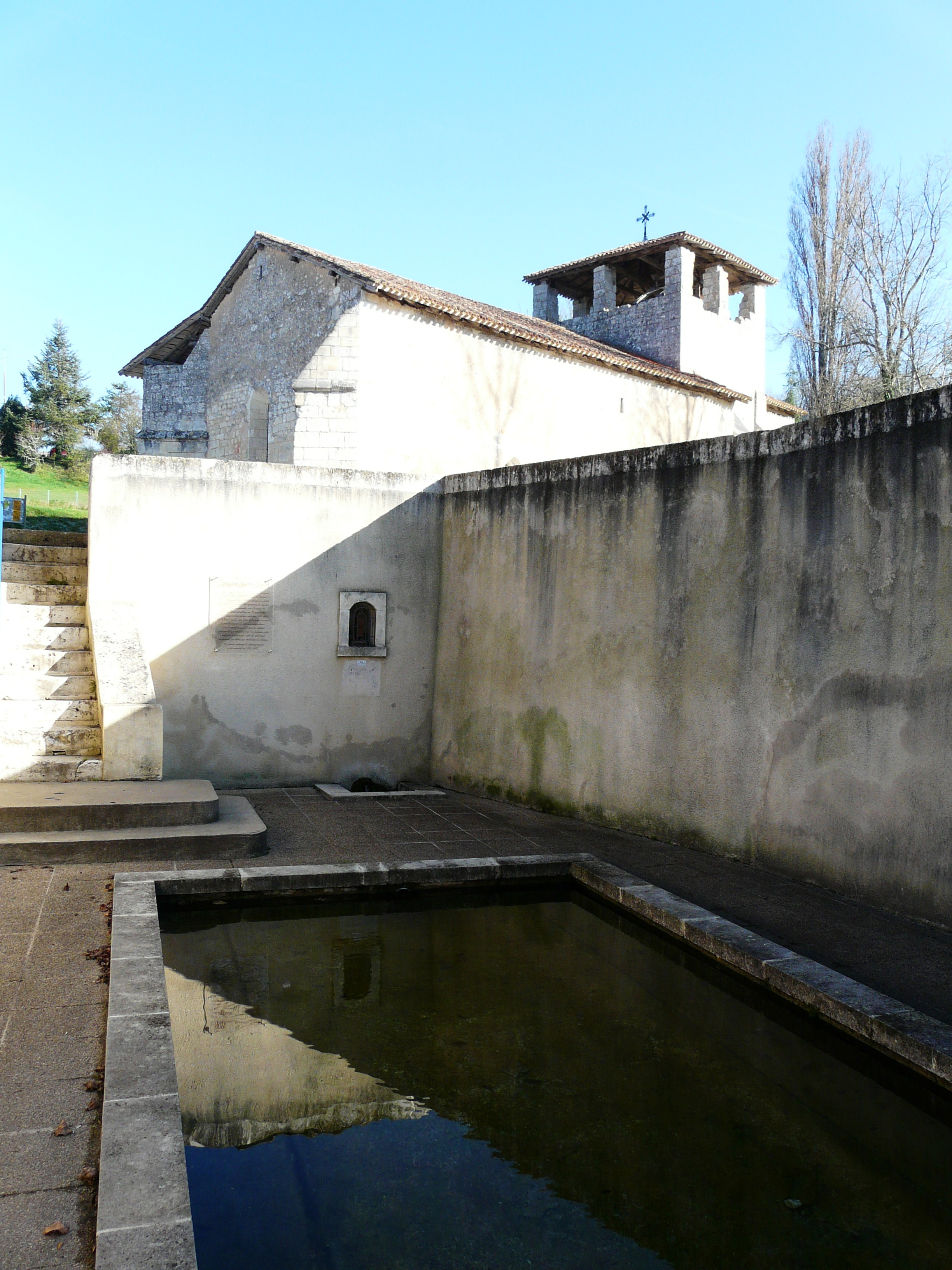
Le lavoir et la fontaine Saint-Firmin.
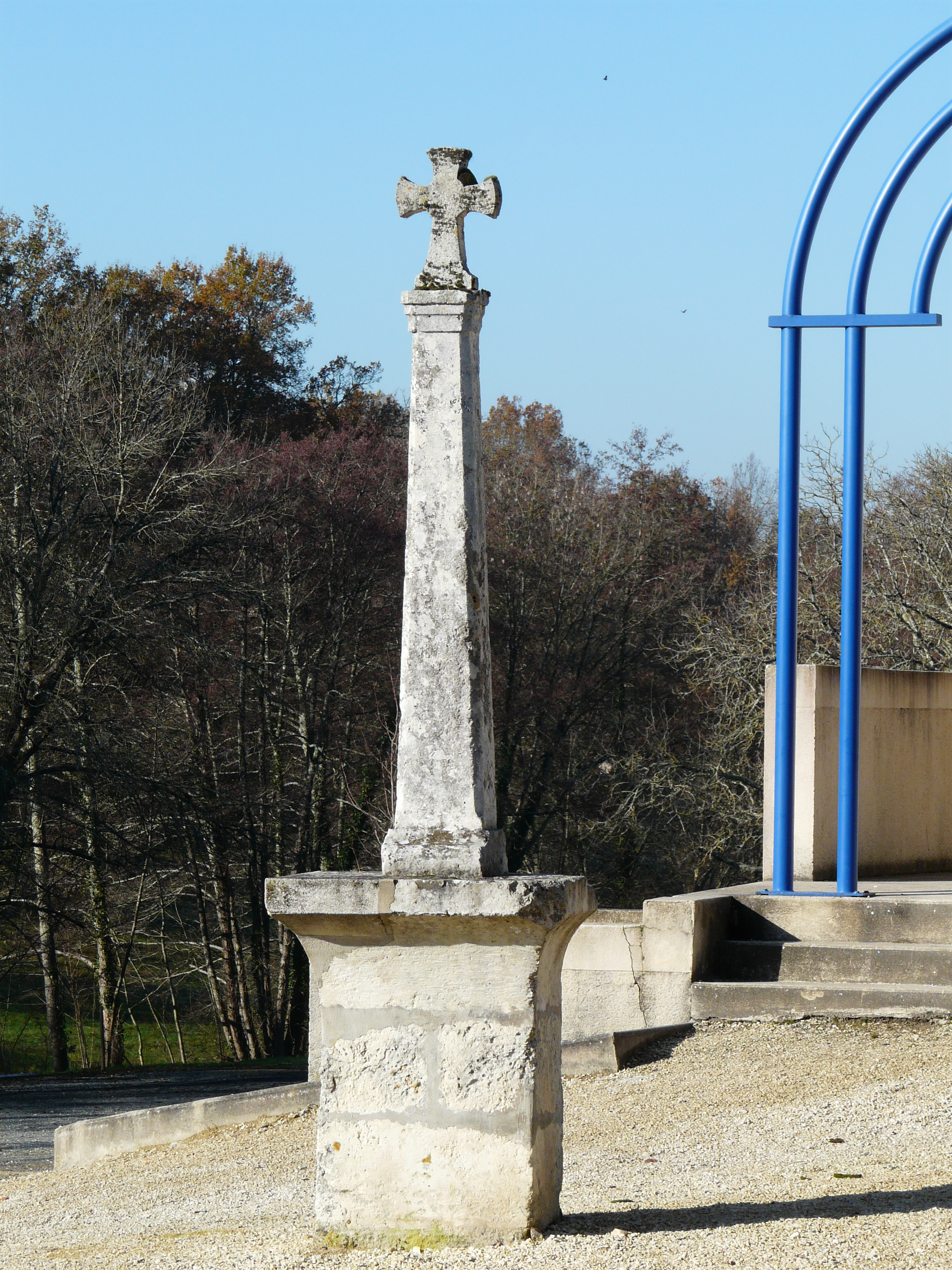
Croix en face de l'église.

### Personnalités liées à la commune
- Le général Nicolas Obroutchev, ou Nikolaï Obroutcheff[61] (1830-1904), acteur de l'alliance franco-russe de 1892 avec le général de Boisdeffre, avait épousé la propriétaire du château de Jaure. Il est à l'origine des travaux de rénovation menés sur le château après son incendie au XIXe siècle et est mort à Jaure[61].

### Héraldique
| Blason de Jaure | Blason  | Écartelé : aux 1er et 4e de gueules à trois lions couronnés d'or, au 2e et 3e d'or à une croix ancrée de gueules. Devise1380 – Jaure – 1996                  |
| Blason de Jaure | Détails | Écartèle les armes des comtes de Périgord (et de l'actuelle Dordogne) avec celles de la famille d'Aubusson. Le statut officiel du blason reste à déterminer. |

## Pour approfondir